# Breitenhill

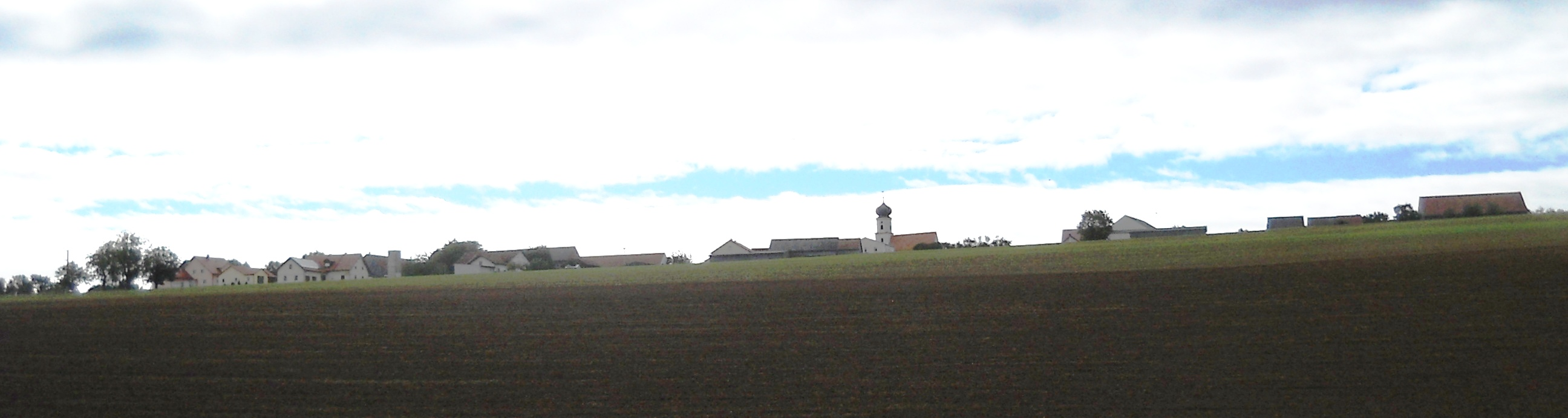
Breitenhill

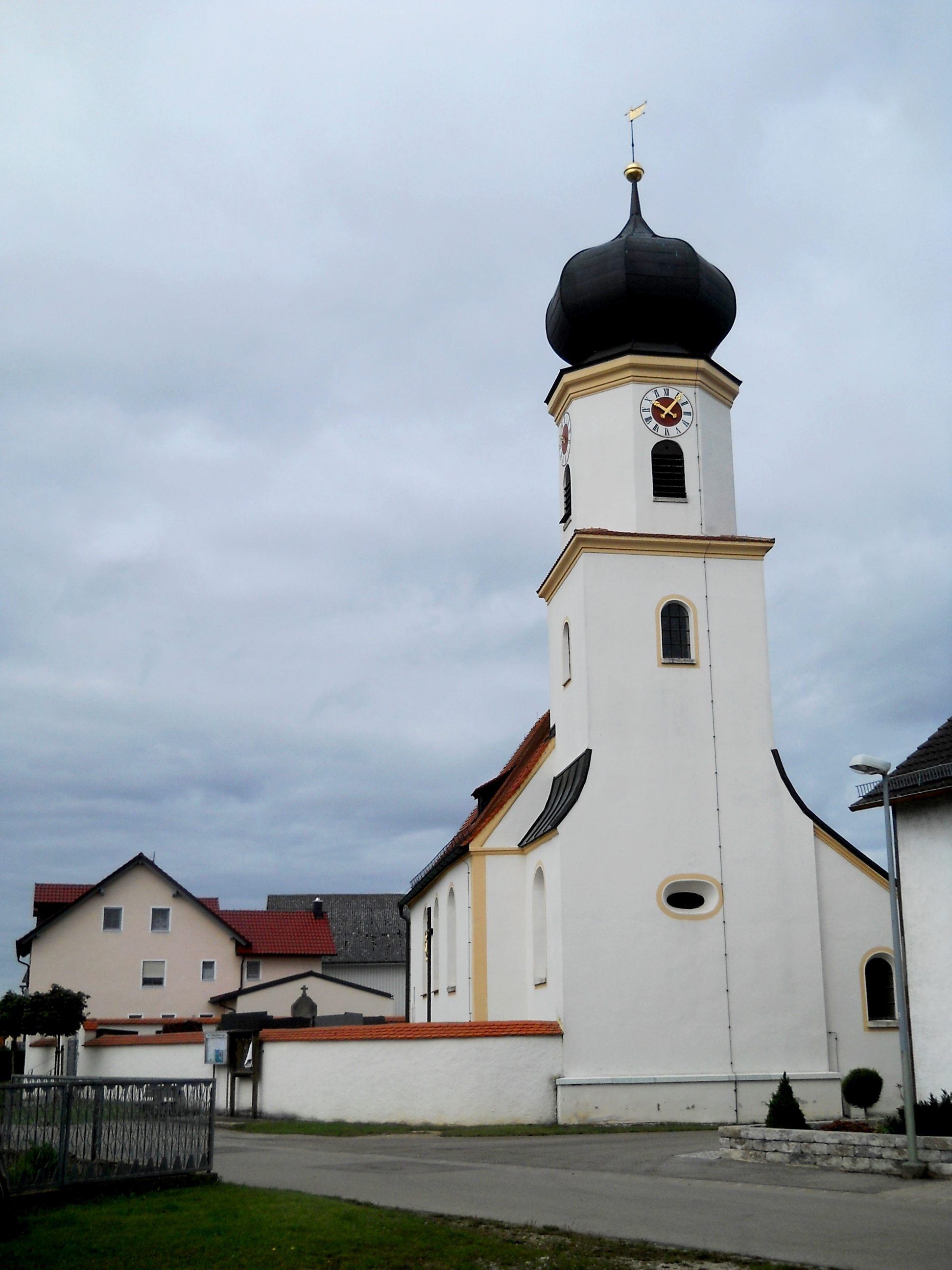
Filialkirche Hl. Kreuz

Breitenhill ist ein Kirchdorf und Ortsteil des Marktes Altmannstein im oberbayerischen Landkreis Eichstätt.

## Lage
Der Ort liegt auf der Hochfläche der südlichen Frankenalb östlich von Denkendorf und der Bundesautobahn 9 und westlich der Bundesstraße 299. Von Pondorf aus führt eine Ortsverbindungsstraße nach Megmannsdorf und weiter nach Breitenhill; außerdem führt eine Ortsverbindungsstraße von Winden aus nach Breitenhill.

## Ortsnamendeutung
Breitenhill wird von Prettenhill abgeleitet. Die Endung -hill stammt von Hüll, das heißt, es existierte hier früher eine Breite Hüll. Karl Kugler lehnt diese Deutung ab und deutet den Ortsnamen als Dorf an der Krötenhüll von althochdeutsch „preita“, „die Kröte.“ Wegen der Wasserknappheit auf dem Jura ist mit einer „breiten Hüll“ kaum zu rechnen.

## Geschichte
Prettenhill wurde erstmals 1136/37 in der Gründungsurkunde des Regensburger Bischofs Heinrich I. für das Augustinerchorherrenstift Schamhaupten urkundlich erwähnt. 1554 kam die heruntergekommene Propstei Schamhaupten und damit Breitenhill unter weltliche Verwaltung; 1606/09 erhielt unter dem Bayernherzog Maximilian I. mit Bewilligung von Papst Paul V. die Universität Ingolstadt die Propsteieinkünfte.
Am 1. April 1949 wurde Breitenhill mit dem Nachbarort Megmannsdorf und dem Ort Winden in die Gemeinde Winden im damaligen oberpfälzischen Landkreis Riedenburg eingegliedert. 1954 bis 1966 gehörte Breitenhill zum Schulsprengel Winden. Im Zuge der Gebietsreform in Bayern gliederte sich zum 1. Juli 1977 die Gemeinde Winden und damit auch Breitenhill in den Markt Altmannstein ein. Damit kam Breitenhill aus dem gleichzeitig aufgelösten oberpfälzischen Landkreis Riedenburg in den ehemals mittelfränkischen, nunmehr oberbayerischen Landkreis Eichstätt.
1961 hatte das Dorf 16 Wohngebäude. 1983 gab es im Dorf zwei landwirtschaftliche Vollerwerbs- und zehn Nebenerwerbsbetriebe, ein Gasthaus, ein Einzelhandelsgeschäft und einen Handwerksbetrieb.

### Einwohnerentwicklung
- 1860: 107[10]
- 1912: 135[10]
- 1933: 112
- 1939: 098
- 1961: 101[9]
- 1972: 081[10]
- 1983: 072[10]
- 2007: 057

## Katholische Filialkirche Heilig Kreuz
Eine Kapelle in Breitenhill ist schon 1136/37 erwähnt. Die Ortskirche, eine Filialkirche von Pondorf, wurde im 18. Jahrhundert errichtet und 1901 nach Osten erweitert. Der mit einer Zwiebel gekrönte Turm stammt von 1906. Die Kirche besitzt einen barocken Hochaltar, dessen Marienfigur aus Holz aus der 2. Hälfte des 15. Jahrhunderts stammt und stark überarbeitet ist. Ein Seelenkerker birgt eingemauerte menschliche Skelettreste.

## Sonstiges
Durch Breitenhill führt der 170 bzw. 155 km lange Radwanderweg Via Raetica, der dabei der historischen Via Raetia folgt.
Durch den Ort führt außerdem der Deutsche Limes-Radweg. Dieser folgt dem Obergermanisch-Raetischen Limes über 818 km von Bad Hönningen am Rhein nach Regensburg an der Donau.
Bei der bei Breitenhill stehenden „Wunderbuche“ handelt es sich um zwei durch einen Ast miteinander verwachsene Buchen.